# Alessandro di Württemberg (1804-1881)
Alessandro di Württemberg (nome completo Federico Guglielmo Alessandro di Württemberg; Riga, 20 dicembre 1804 – Bayreuth, 28 ottobre 1881) fu duca di Württemberg.

## Biografia
Era figlio di Alessandro di Württemberg e di Antonietta di Sassonia-Coburgo-Saalfeld, nipote di Federico I di Württemberg da parte di padre e di Leopoldo I del Belgio da parte di madre. Nel giugno 1833 lui e suo fratello Ernesto visitarono Kensington Palace. Vittoria scrisse nel suo diario, "Alexander è molto bello e Ernesto ha un'espressione molto gentile. Sono entrambi estremamente amabile".
Da giovane è stato considerato un possibile candidato come marito per Vittoria.
Come suo padre, si arruolò nell'esercito russo. Nel 1828 partecipò alla campagna contro l'Impero ottomano e nel 1831 contro la Polonia.

### Matrimonio
Sposò, il 17 ottobre 1837, nel palazzo del grande Trianon presso Versailles, Maria d'Orléans, figlia del re dei francesi Luigi Filippo d'Orléans e della regina Maria Amalia di Borbone-Due Sicilie.
La coppia ebbe un figlio:
- Filippo di Württemberg (1838-1917), sposò l'arciduchessa Maria Teresa d'Asburgo-Teschen.

### Ultimi anni e morte
Dopo la morte prematura della moglie, il duca Alessandro trascorse i mesi estivi nel Palazzo Fantaisie e i mesi invernali nei cinque chilometri di distanza nella casa di campagna a Bayreuth. Duca Alessandro gestì il castello e il suo parco in maniera eccellente, e ha goduto di grande popolarità tra la popolazione locale grazie alla sua partecipazione attiva alla vita della comunità e alle fondazioni di beneficenza per i poveri e gli ammalati.
L'11 giugno 1868 il duca sposò la sua governante Katharine Amalie Pfennigkaufer (31 luglio 1829-31 marzo 1915).
Alessandro di Württemberg è l'antenato diretto del pretendente al trono del Württemberg Carlo Maria di Württemberg.

## Albero genealogico
|                                                 |                                               |                                               | Genitori                                    |  |  | Nonni |  |  | Bisnonni                          |  |  | Trisnonni                               |  |
|                                                 |                                               |                                               |                                             |  |  |       |  |  | Carlo I Alessandro di Württemberg |  |  | Federico Carlo di Württemberg-Winnental |  |
|                                                 |                                               |                                               |                                             |  |  |       |  |  | Carlo I Alessandro di Württemberg |  |  | Federico Carlo di Württemberg-Winnental |  |
|                                                 |                                               | Eleonora Giuliana di Brandeburgo-Ansbach      |                                             |  |  |       |  |  | Carlo I Alessandro di Württemberg |  |  |                                         |  |
| Federico II Eugenio di Württemberg              |                                               |                                               |                                             |  |  |       |  |  | Carlo I Alessandro di Württemberg |  |  |                                         |  |
|                                                 |                                               | Maria Augusta di Thurn und Taxis              | Anselmo Francesco di Thurn und Taxis        |  |  |       |  |  |                                   |  |  |                                         |  |
|                                                 |                                               | Maria Augusta di Thurn und Taxis              | Anselmo Francesco di Thurn und Taxis        |  |  |       |  |  |                                   |  |  |                                         |  |
|                                                 |                                               | Maria Augusta di Thurn und Taxis              | Maria Ludovika di Lobkowicz                 |  |  |       |  |  |                                   |  |  |                                         |  |
| Alessandro Federico di Württemberg              |                                               | Maria Augusta di Thurn und Taxis              |                                             |  |  |       |  |  |                                   |  |  |                                         |  |
|                                                 |                                               | Federico Guglielmo di Brandeburgo-Schwedt     | Filippo Guglielmo di Brandeburgo-Schwedt    |  |  |       |  |  |                                   |  |  |                                         |  |
|                                                 |                                               | Federico Guglielmo di Brandeburgo-Schwedt     | Filippo Guglielmo di Brandeburgo-Schwedt    |  |  |       |  |  |                                   |  |  |                                         |  |
|                                                 |                                               | Federico Guglielmo di Brandeburgo-Schwedt     | Giovanna Carlotta di Anhalt-Dessau          |  |  |       |  |  |                                   |  |  |                                         |  |
| Federica Dorotea di Brandeburgo-Schwedt         |                                               | Federico Guglielmo di Brandeburgo-Schwedt     |                                             |  |  |       |  |  |                                   |  |  |                                         |  |
|                                                 |                                               | Sofia Dorotea di Prussia                      | Federico Guglielmo I di Prussia             |  |  |       |  |  |                                   |  |  |                                         |  |
|                                                 |                                               | Sofia Dorotea di Prussia                      | Federico Guglielmo I di Prussia             |  |  |       |  |  |                                   |  |  |                                         |  |
|                                                 |                                               | Sofia Dorotea di Prussia                      | Sofia Dorotea di Hannover                   |  |  |       |  |  |                                   |  |  |                                         |  |
| Alessandro di Württemberg                       |                                               | Sofia Dorotea di Prussia                      |                                             |  |  |       |  |  |                                   |  |  |                                         |  |
|                                                 | Ernesto Federico di Sassonia-Coburgo-Saalfeld | Francesco Giosea di Sassonia-Coburgo-Saalfeld |                                             |  |  |       |  |  |                                   |  |  |                                         |  |
|                                                 | Ernesto Federico di Sassonia-Coburgo-Saalfeld | Francesco Giosea di Sassonia-Coburgo-Saalfeld |                                             |  |  |       |  |  |                                   |  |  |                                         |  |
|                                                 | Ernesto Federico di Sassonia-Coburgo-Saalfeld | Anna Sofia di Schwarzburg-Rudolstadt          |                                             |  |  |       |  |  |                                   |  |  |                                         |  |
| Francesco Federico di Sassonia-Coburgo-Saalfeld | Ernesto Federico di Sassonia-Coburgo-Saalfeld |                                               |                                             |  |  |       |  |  |                                   |  |  |                                         |  |
|                                                 |                                               | Sofia Antonia di Brunswick-Wolfenbüttel       | Ferdinando Alberto II di Brunswick-Lüneburg |  |  |       |  |  |                                   |  |  |                                         |  |
|                                                 |                                               | Sofia Antonia di Brunswick-Wolfenbüttel       | Ferdinando Alberto II di Brunswick-Lüneburg |  |  |       |  |  |                                   |  |  |                                         |  |
|                                                 |                                               | Sofia Antonia di Brunswick-Wolfenbüttel       | Antonietta Amalia di Brunswick-Wolfenbüttel |  |  |       |  |  |                                   |  |  |                                         |  |
| Antonietta di Sassonia-Coburgo-Saalfeld         |                                               | Sofia Antonia di Brunswick-Wolfenbüttel       |                                             |  |  |       |  |  |                                   |  |  |                                         |  |
|                                                 |                                               | Enrico XXIV di Reuss-Ebersdorf                | Enrico XXIII di Reuss-Ebersdorf             |  |  |       |  |  |                                   |  |  |                                         |  |
|                                                 |                                               | Enrico XXIV di Reuss-Ebersdorf                | Enrico XXIII di Reuss-Ebersdorf             |  |  |       |  |  |                                   |  |  |                                         |  |
|                                                 |                                               | Enrico XXIV di Reuss-Ebersdorf                | Sofia Teodora di Castell-Remlingen          |  |  |       |  |  |                                   |  |  |                                         |  |
| Augusta di Reuss-Ebersdorf                      |                                               | Enrico XXIV di Reuss-Ebersdorf                |                                             |  |  |       |  |  |                                   |  |  |                                         |  |
|                                                 |                                               | Carolina Ernestina di Erbach-Schönberg        | Giorgio Augusto di Erbach-Schönberg         |  |  |       |  |  |                                   |  |  |                                         |  |
|                                                 |                                               | Carolina Ernestina di Erbach-Schönberg        | Giorgio Augusto di Erbach-Schönberg         |  |  |       |  |  |                                   |  |  |                                         |  |
|                                                 |                                               | Carolina Ernestina di Erbach-Schönberg        | Ferdinanda Enrichetta di Stolberg-Gedern    |  |  |       |  |  |                                   |  |  |                                         |  |
|                                                 |                                               | Carolina Ernestina di Erbach-Schönberg        |                                             |  |  |       |  |  |                                   |  |  |                                         |  |